# هول فودز مارکت

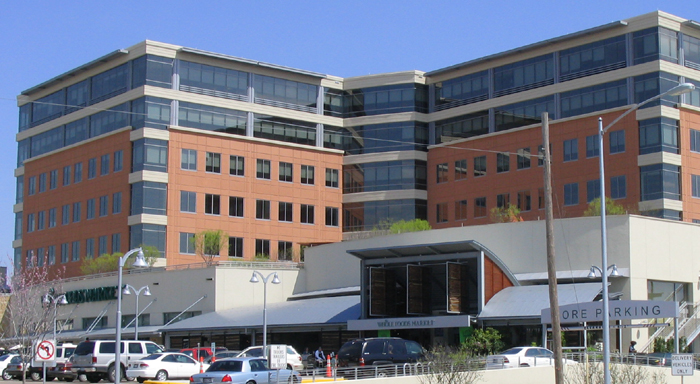
مقر هول فودز مارکت در آستین

هول فودز مارکت (به انگلیسی: Whole Foods Market) فروشگاه زنجیره‌ای خرده‌فروشی و عمده‌فروشی مواد غذایی به مرکزیت آستین، تگزاس است، که بر محصولات طبیعی و ارگانیک تمرکز دارد. این شرکت در بین شرکتهای تجاری دارای مسئولیت اجتماعی رده‌بندی می‌شود. و در فهرست ۲۵ شریک انرژی سبز آژانس حفاظت از محیط زیست آمریکا در رده سوم قرار دارد.
در ۱۹۷۸ یک اخراجی ۲۵ ساله کالج به نام جان مکی و دوست دختر ۲۱ ساله‌اش رینی لوسن از خانواده و دوستان ۴۵ هزار دلار برای تأسیس یک مغازه غذاهای طبیعی به نام سیفروی در آستین قرض گرفتند. آن‌ها از آپارتمان شان به دلیل نگهداری مواد غذایی اخراج شدند. به دلیل تجاری بودن محدوده و نبود دوش از شیر آب متصل به ماشین ظرفشویی شان برای استحمام استفاده می‌کردند.
این شرکت در ۲۰۱۷ با آمازون.کام ادغام شد.